# 平下愛佳
平下 愛佳（ひらした あいか、2002年1月14日 - ）は、愛知県出身の女子バスケットボール選手である。Wリーグのトヨタ自動車アンテロープス所属。ポジションはフォワード（PF/SF）。トヨタ紡織サンシャインラビッツ所属の平下結貴は妹。

## 来歴
愛知県内の長久手市立南中学校、桜花学園高等学校に進学。井上眞一による指導の下、3年時にキャプテンとして全国高等学校総合体育大会（インターハイ）・国民体育大会（国体）・全国高等学校バスケットボール選手権大会（ウィンターカップ）で優勝の三冠を達成した。
2020年1月19日、アーリーエントリーでトヨタ自動車アンテロープスに加入。2月22日のアイシン・エィ・ダブリュ ウィングス戦で初出場、2得点を記録した。
WJBL 2021-22ではレギュラーシーズンで2位でプレーオフで優勝に貢献した。
2022年FIBA女子バスケットボール・ワールドカップに出場した。

## 個人成績

### レギュラーシーズン
| シーズン | チーム       | GP | GS | MPG  | FG%  | 3P%  | FT%   | RPG | APG | SPG | BPG | TO | PPG |
| -------- | ------------ | -- | -- | ---- | ---- | ---- | ----- | --- | --- | --- | --- | -- | --- |
| 2019-20  | トヨタ自動車 | 2  | 0  | 3.5  | .500 | .000 | ---   | .0  | 1.0 | .0  | .0  | .5 | 2.0 |
| 2020-21  | トヨタ自動車 | 19 | 1  | 12.6 | .347 | .230 | .667  | 1.1 | .6  | .5  | .3  | .8 | 4.7 |
| 2021-22  | トヨタ自動車 | 17 | 1  | 9.8  | .442 | .422 | 1.000 | 1.1 | .5  | .3  | .1  | .3 | 5.8 |

## 日本代表歴
- 2016 U16アジアカップ
- 2017 U17ワールドカップ
- 2021 U19ワールドカップ9位
- 2022 三井不動産カップ
- 2022年FIBA女子バスケットボール・ワールドカップ
- 2023 FIBAアジアカップ
- 2024 パリオリンピック世界最終予選